# Bestendigheidsbeginsel
Het bestendigheidsbeginsel is een van de algemeen aanvaarde grondslagen voor het opstellen van een jaarrekening. 
Het houdt in dat een onderneming elk jaar dezelfde grondslagen voor de bepaling van vermogen en resultaat dient te gebruiken, tenzij zich bijzondere omstandigheden voordoen die een wijziging rechtvaardigen. Doet een onderneming dit niet dan is het bijvoorbeeld onmogelijk een vergelijking door de tijd te maken.